# Banvaktsparken

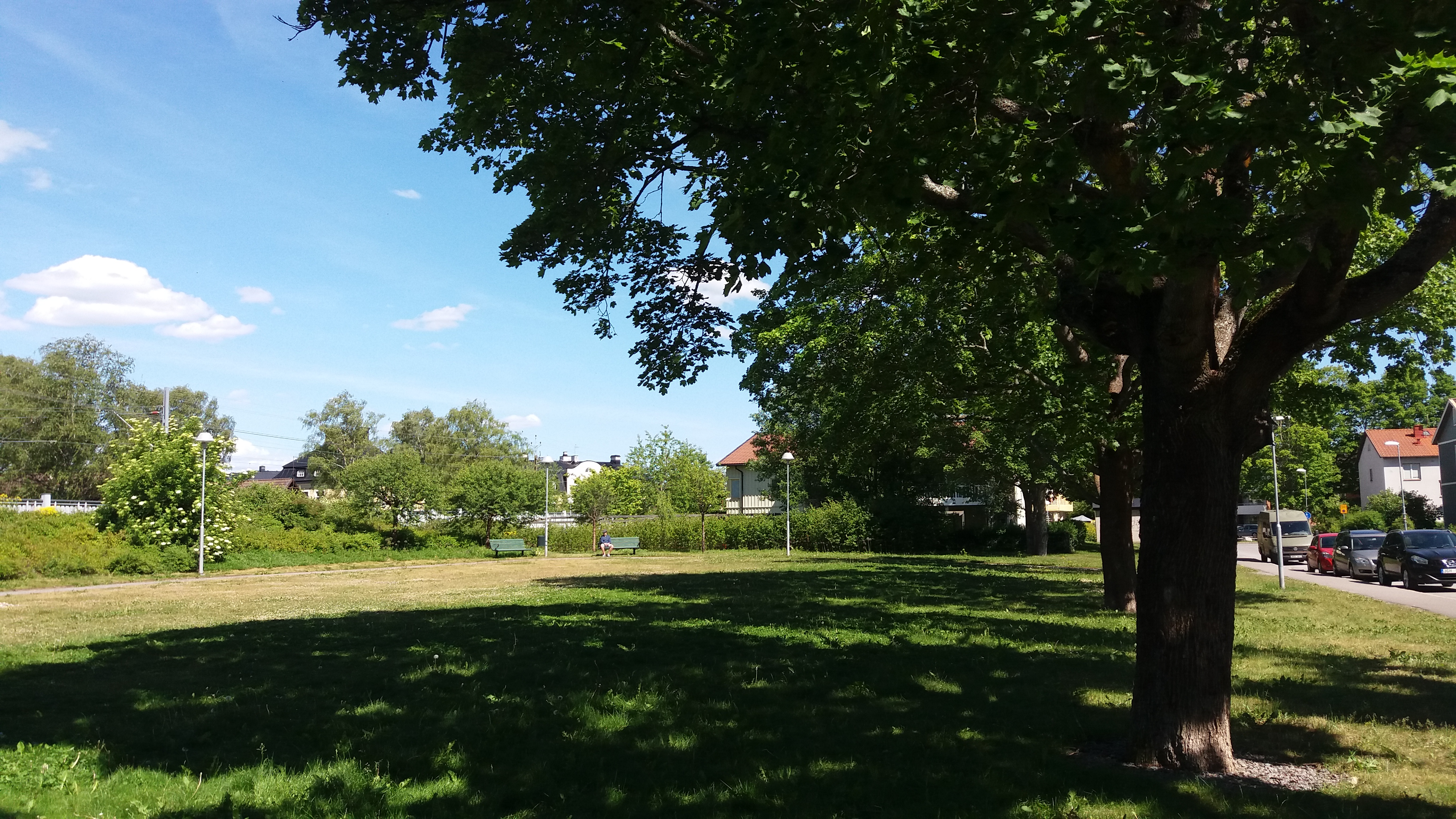
Banvaktsparken, Uppsala.

Banvaktsparken är 0,37 hektar stor och är därmed en av Uppsalas minsta parker. Den ligger i stadsdelen Luthagen och avgränsas i söder av Hällbygatan och i norr av Dalabanan. År 2022 invigdes en ny lekplats i parken, med bland annat en slänggunga.